# Ubisoft Halifax
Ubisoft Halifax, anciennement Longtail Studios, est un studio de développement de jeu vidéo créé par Gérard Guillemot, un des cofondateurs d'Ubisoft. Localisé à Halifax, en Nouvelle-Écosse (Canada), Longtail Studios a développé des jeux vidéo comme Rocksmith ou Dance on Broadway. Le studio a été racheté par Ubisoft en octobre 2015.
Longtail Studios a publié de nombreux jeux dont Motionsports Adrenaline pour la Xbox 360 Kinect et le PlayStation Move, Dance on Broadway pour la Wii et le PlayStation Move. À partir de juin 2012, l'entreprise développe Sports Connection, un titre lancé sur la Wii U par Ubisoft. Le studio a travaillé ensuite sur le jeu Rocksmith 2014.

## Historique
Les studios Longtail du Québec ont été acquis par Ubisoft en 2010, mais l'entreprise ne prend le contrôle total de Longtail Studios qu'à partir du 14 octobre 2015. Ils sont chargés du développement de jeux vidéo de type AAA, pour les téléphones portables. Le studio devient le 13e studio d'Ubisoft et est rebaptisé Ubisoft Halifax.